# Hung Shui Kiu

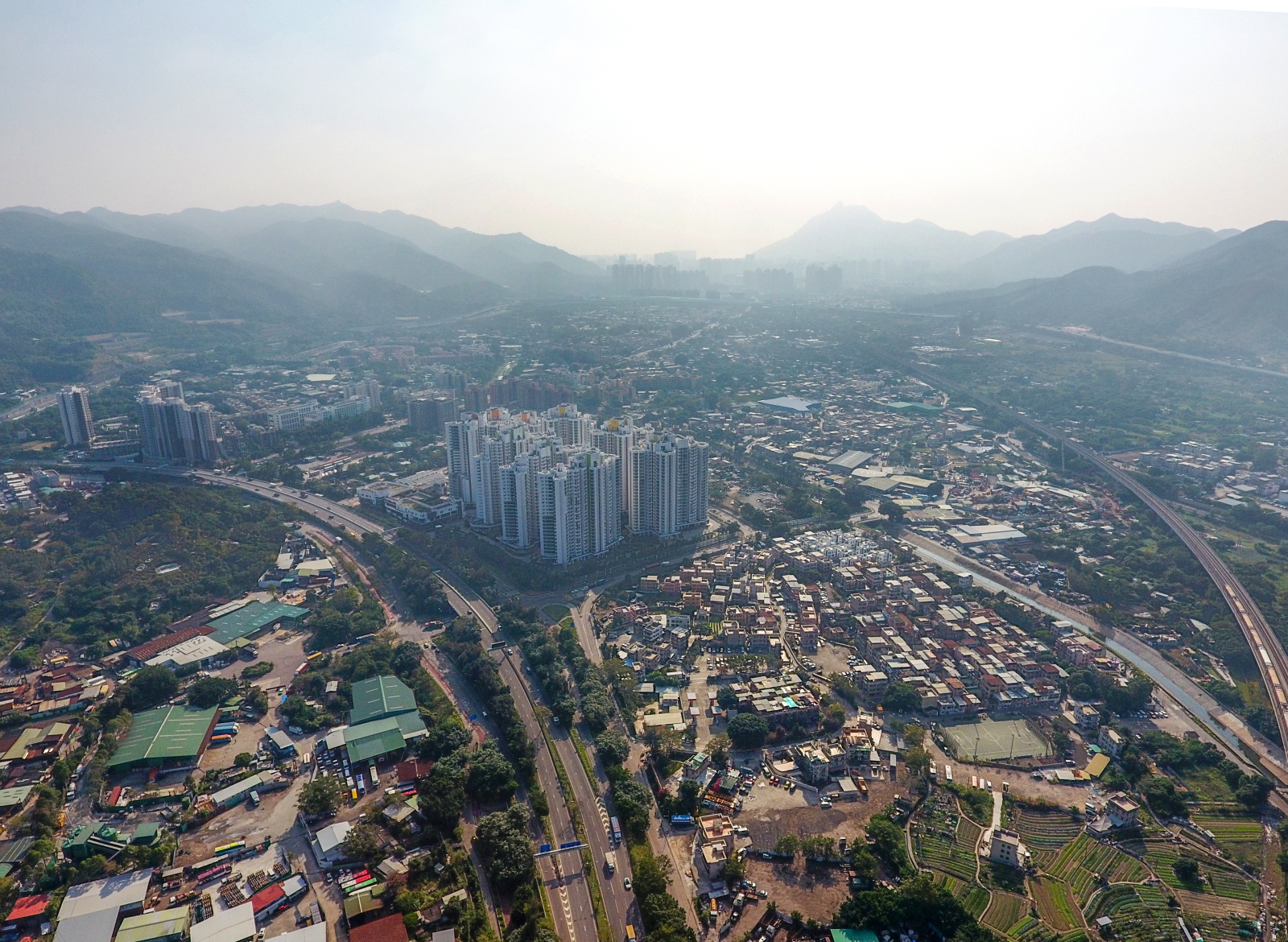
Hung Shui Kiu en 2016

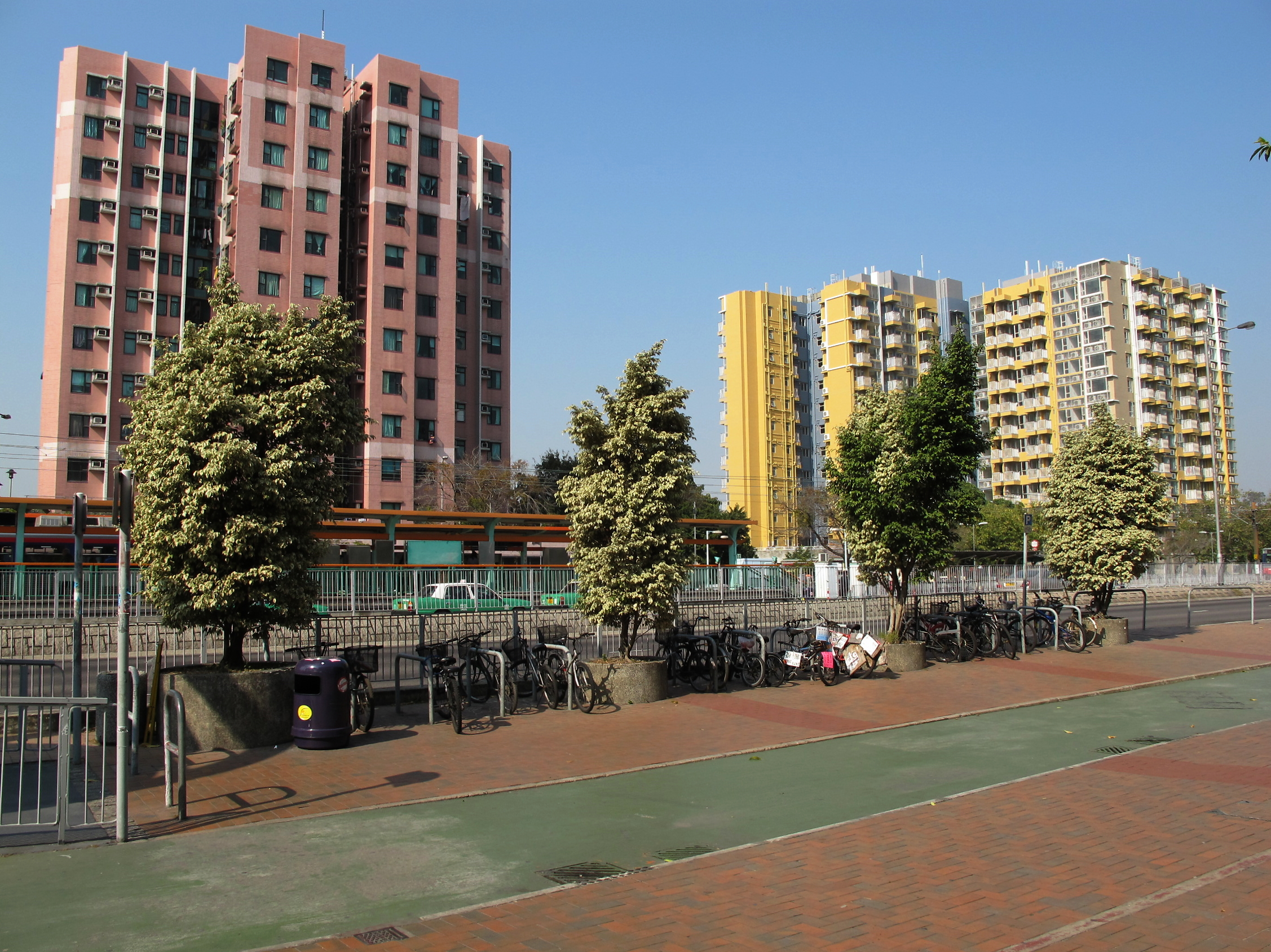
Immeubles résidentiels près de l'arrêt de métro léger de Hung Shui Kiu.

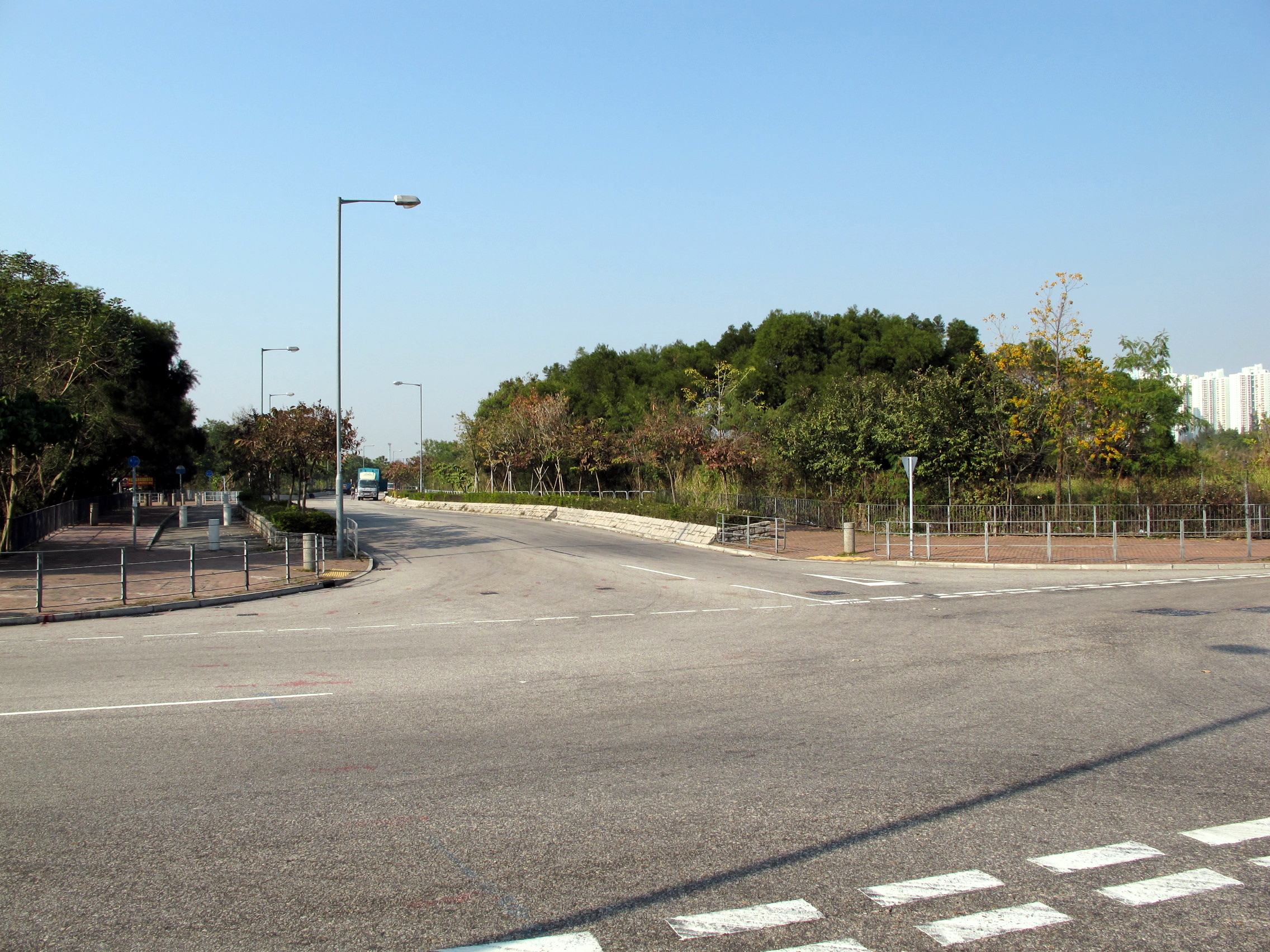
Hung Yuen Road à Hung Shui Kiu.

Hung Shui Kiu (chinois simplifié : 洪水桥 ; chinois traditionnel : 洪水橋 ; litt. « Floody Bridge » : "Pont submergé") est une ville entre Ping Shan et Lam Tei, dans la partie ouest des Nouveaux Territoires de Hong Kong. Couvrant les parties des districts de Yuen Long et de 
Tuen Mun, c'est une zone largement composée d'habitations de zone rurale. Plusieurs immeubles appartenant au Bureau des Logements de Hong-Kong sont en cours de construction sur une superficie de 6,5 hectares délimitée par les routes Tin Sum, Hung Tin, Hung Chi et Hung Yuen.

## Nouvelle ville
"L’Étude sur le Développement et la Planification du Nord-Ouest des Nouveaux Territoires", menée de 1997 à 2003, a identifié Hung Shui Kiu et ses environs comme un site potentiel pour établir une Nouvelle Ville  qui pourrait accueillir à l'avenir jusqu'à 160 000 habitants. Cette proposition a depuis été recommandée pour la mise en œuvre du projet et impliquerait la construction d'une nouvelle station de métro léger Hung Shui Kiu (MTR) le long de la Ligne Ouest existante entre les stations de Siu Hong et de Tin Shui Wai,.
En 2015, le premier projet immobilier public à Hung Shui Kiu, appelé Hung Fuk Estate, a été achevé. Il est constitué de neuf immeubles résidentiels de 4 900 appartements ainsi que d'un centre commercial, un marché, et un bâtiment municipal.

## Transport
Hung Shui Kiu est accessible par la Castle Peak Road et comporte aussi un arrêt de métro léger (MTR) desservi par les routes 610, 614, 615, et 751. Une station de métro léger du nom de Hung Shui Kiu Station sur la Ligne Ouest est en projet. 